# Grand Prix automobile des États-Unis Est 1979
Résultats du Grand Prix des États-Unis Est 1979 de Formule 1 qui a eu lieu sur le circuit de Watkins Glen le 7 octobre 1979.

## Classement
| Pos  | N° | Pilote                | Écurie             | Tours | Temps/Abandon       | Grille | Points |
| ---- | -- | --------------------- | ------------------ | ----- | ------------------- | ------ | ------ |
| 1    | 12 | Gilles Villeneuve     | Ferrari            | 59    | 1 h 52 min 17 s 734 | 3      | 9      |
| 2    | 16 | René Arnoux           | Renault            | 59    | +48 s 787           | 7      | 6      |
| 3    | 3  | Didier Pironi         | Tyrrell-Ford       | 59    | +53 s 199           | 10     | 4      |
| 4    | 18 | Elio De Angelis       | Shadow-Ford        | 59    | +1 min 30 s 512     | 20     | 3      |
| 5    | 9  | Hans-Joachim Stuck    | ATS-Ford           | 59    | +1 min 41 s 259     | 14     | 2      |
| 6    | 7  | John Watson           | McLaren-Ford       | 58    | +1 tour             | 13     | 1      |
| 7    | 14 | Emerson Fittipaldi    | Fittipaldi-Ford    | 54    | +5 tours            | 23     |        |
| Abd. | 6  | Nelson Piquet         | Brabham-Ford       | 53    | Transmission        | 2      |        |
| Abd. | 33 | Derek Daly            | Tyrrell-Ford       | 52    | Sortie de piste     | 15     |        |
| Abd. | 11 | Jody Scheckter        | Ferrari            | 48    | Pneumatique         | 16     |        |
| Abd. | 29 | Riccardo Patrese      | Arrows-Ford        | 44    | Suspension          | 19     |        |
| Abd. | 27 | Alan Jones            | Williams-Ford      | 36    | Perte d'une roue    | 1      |        |
| Abd. | 22 | Marc Surer            | Ensign-Ford        | 32    | Moteur              | 21     |        |
| Abd. | 28 | Clay Regazzoni        | Williams-Ford      | 29    | Accident            | 5      |        |
| Abd. | 5  | Ricardo Zunino        | Brabham-Ford       | 25    | Sortie de piste     | 9      |        |
| Abd. | 15 | Jean-Pierre Jabouille | Renault            | 24    | Moteur              | 8      |        |
| Abd. | 20 | Keke Rosberg          | Wolf-Ford          | 20    | Accident            | 12     |        |
| Abd. | 8  | Patrick Tambay        | McLaren-Ford       | 20    | Moteur              | 22     |        |
| Abd. | 4  | Jean-Pierre Jarier    | Tyrrell-Ford       | 18    | Accident            | 11     |        |
| Abd. | 1  | Mario Andretti        | Lotus-Ford         | 16    | Boîte de vitesses   | 17     |        |
| Abd. | 2  | Carlos Reutemann      | Lotus-Ford         | 6     | Sortie de piste     | 6      |        |
| Abd. | 26 | Jacques Laffite       | Ligier-Ford        | 3     | Sortie de piste     | 4      |        |
| Abd. | 25 | Jacky Ickx            | Ligier-Ford        | 2     | Sortie de piste     | 24     |        |
| Abd. | 35 | Bruno Giacomelli      | Alfa Romeo         | 0     | Sortie de piste     | 18     |        |
| Nq.  | 36 | Vittorio Brambilla    | Alfa Romeo         |       | Non qualifié        |        |        |
| Nq.  | 30 | Jochen Mass           | Arrows-Ford        |       | Non qualifié        |        |        |
| Nq.  | 17 | Jan Lammers           | Shadow-Ford        |       | Non qualifié        |        |        |
| Nq.  | 31 | Héctor Rebaque        | Team Rebaque-Ford  |       | Non qualifié        |        |        |
| Nq.  | 19 | Alex Ribeiro          | Fittipaldi-Ford    |       | Non qualifié        |        |        |
| Nq.  | 24 | Arturo Merzario       | Team Merzario-Ford |       | Non qualifié        |        |        |

Légende :
- Abd.=Abandon

## Pole position et record du tour
- Pole position : Alan Jones en 1 min 35 s 615 (vitesse moyenne : 204,633 km/h).
- Tour le plus rapide : Nelson Piquet en 1 min 40 s 054 au 51e tour (vitesse moyenne : 195,554 km/h).

## Tours en tête
- Gilles Villeneuve : 54 (1-31 / 37-59)
- Alan Jones : 5 (32-36)

## À noter
- 4e victoire pour Gilles Villeneuve.
- 79e victoire pour Ferrari en tant que constructeur.
- 79e victoire pour Ferrari en tant que motoriste.
- 71e et dernier Grand Prix pour l'écurie brésilienne Fittipaldi Automotive.